# Ciona edwardsi
Ciona edwardsi is een zakpijpensoort uit de familie van de Cionidae. De wetenschappelijke naam van de soort is voor het eerst geldig gepubliceerd in 1884 door Roule.